# Tasa de empleo
La tasa de ocupación, ratio de empleo o tasa de empleo, en economía, es la proporción de personas empleadas respecto a la población en edad de trabajar, entre 16 y 64 años de edad.

## Cálculo de la tasa de empleo
La tasa de ocupación o tasa de empleo de un país o territorio se calcula dividiendo el número de personas empleadas en edades comprendidas entre 16 y 64 años entre la población total de ese mismo rango de edades. Se suele hacer una encuesta de población en relación con la actividad que debe cubrir todos los hogares -se excluyen viviendas colectivas. De dicha encuesta debe extraerse la población que está empleada y que será aquella que durante la semana de referencia ha realizado algún trabajo remunerado durante al menos una hora o que tienen trabajo aunque hayan estado ausentes.
La evolución de la tasa de empleo o ratio de empleo permite observar la capacidad de una economía para crear empleo y mantener un nivel de producción elevado. Con este mismo fin también se utiliza la tasa de desempleo.

## Tasas de empleo

### Europa
En el año 2019, la tasa de empleo de la Unión Europea (27 países) para las personas que tienen una edad comprendida entre los 20 y los 64 años fue de 73,1 %, su nivel más elevado desde el año 2005. Por otra parte, desde 2005, la brecha de género (entre tasa de empleo femenina y masculina) en el empleo ha disminuido ha disminuido pero sigue siendo en 2019 de 11,7 puntos porcentuales más alta para los hombres que para las mujeres. Los países con tasa de empleo por encima del 80% son Finlandia, Islandia y Suiza.

### Bélgica
Con el objeto de aumentar la tasa de empleo para 2030 al 80% (en 2022 está en el 71%), en febrero de 2022 el primer ministro de Bélgica, el liberal Alexander de Croo comunicó el acuerdo para la reforma del mercado laboral por el que se puede concentrar la semana laboral en cuatro días así como potenciar un régimen de horario semanal variable.

### España
La tasa de empleo anual en España llegó hasta el 60,8% en el año 2012, luego ha descendido, como consecuencia, entre otras razones, de la crisis financiera de 2008 y la Gran Recesión. En 2020 la tasa de empleo en España fue de 57,44%.